# Martin-chasseur outremer
Todiramphus leucopygius
Espèce
Statut de conservation UICN

 LC  : Préoccupation mineure
Le Martin-chasseur outremer (Todiramphus leucopygius) est une espèce d'oiseaux de la famille des Alcedinidae, peuplant Bougainville et d'autres îles de l'archipel des Salomon.